# Dehaasia annamensis
Dehaasia annamensis är en lagerväxtart som beskrevs av Kostermans. Dehaasia annamensis ingår i släktet Dehaasia och familjen lagerväxter. Inga underarter finns listade i Catalogue of Life.